# Хорджешть
Хорджешть, Хорджешті (рум. Horgești) — село у повіті Бакеу в Румунії. Входить до складу комуни Хорджешть.
Село розташоване на відстані 234 км на північ від Бухареста, 18 км на південний схід від Бакеу, 89 км на південний захід від Ясс, 134 км на північний захід від Галаца, 142 км на північний схід від Брашова.

## Населення
За даними перепису населення 2002 року у селі проживали 1623 особи, усі — румуни. Усі жителі села рідною мовою назвали румунську.